# UFO Club
Der UFO Club war ein 1966–67 nur kurz existierender Underground-Club in London. Er diente einigen bekannten Rockbands als Startrampe ihrer Karriere, darunter Pink Floyd, Soft Machine und Procol Harum.

## Geschichte
Der UFO Club wurde von John „Hoppy“ Hopkins und Joe Boyd in den Räumlichkeiten eines „Irish Dance“-Lokals mit dem Namen „Blarney Club“ gegründet. Die Adresse war 31 Tottenham Court Road, der Eingang war über eine breite, nach unten führende Treppe zu erreichen.
Am Freitag, dem 23. Dezember 1966 öffnete der Club erstmals seine Pforten. Angekündigt war „UFO presents Night Tripper“, da sich die beiden Betreiber nicht zwischen den Namen „UFO“ und „Night Tripper“ entscheiden konnten. Schließlich setzte sich „UFO“ durch.
Der UFO Club war ein wöchentliches Ereignis. Er öffnete freitags um 22 Uhr 30 und schloss am folgenden Morgen um 6 Uhr. Neben Live-Musik gab es Lightshows, Filmvorführungen, Tanzdarbietungen, Theateraufführungen, psychedelische Poster und Underground-Veröffentlichungen wie die International Times.
Pink Floyd galten als Hausband des UFO Clubs und wurden dadurch bekannt. Aber auch andere Bands begannen ihre Karriere hier: Soft Machine, Sam Gopal, Arthur Brown, Tomorrow und Procol Harum. Die Band UFO hat sich nach diesem Club benannt.
Der Erfolg des UFO bei den Besuchern war gleichzeitig der Abstieg für den Club – die Räumlichkeiten waren zu klein, um die immer größer werdende Anzahl von Besuchern aufzunehmen. Als Hopkins im Juni 1967 wegen Drogenbesitzes ins Gefängnis kam, erzeugte die Polizei einen so starken öffentlichen Druck, dass schließlich der Eigentümer des Lokals den Mietvertrag kündigte. Der UFO Club zog für kurze Zeit ins Roundhouse, ein paar U-Bahn-Stationen weiter nördlich, doch trotz des vollen Hauses konnte die deutlich höhere Miete nicht gedeckt werden. Am 29. September 1967 öffnete der UFO Club zum letzten Mal.

## Programm des UFO Clubs
Das Programm des UFO Clubs, wie es auf Plakaten und in Anzeigen angekündigt war:
- Dec 23/30: Night Tripper under Gala Berkeley Cinema; Warhol movies; Soft Machine; The Pink Floyd; Anger movies; Heating warm; IT god
- Jan 13: Pink Floyd; Marilyn Monroe movie; The Sun Trolley; Technicolor strobe; Fiveacre slides; Karate
- Jan 20: Pink Floyd; Anger movie
- Jan 27: AMM Music; Pink Floyd; Five Acre Light; Flight of the Aerogenius Chpt 1; International Times; IT Girl Beauty Contest
- Feb 3: Soft Machine; Brown's Poetry; Flight of the Aerogenius Chpt 2; Bruce Connor Movies
- Feb 10: Bonzo Dog Doo Dah Band; Ginger Johnson; Bank Dick WC Fields
- Feb 17: Soft Machine; Indian Music; Disney Cartoons; Mark Boyle Feature Movie
- Feb 24: Pink Floyd; Brothers Grimm
- Mar 3: Soft Machine; Pink Floyd
- Mar 10: Pink Floyd
- Mar 17: St Patrick's day off
- Mar 24: Soft Machine
- Mar 31: Crazy World of Arthur Brown; Pink Alberts; 'spot the fuzz contest'
- Apr 7: Soft Machine
- Apr 14: Arthur Brown; Social Deviants; Special: the fuzz
- Apr 21: Pink Floyd
- Apr 28: Tomorrow; The Purple Gang
- (Apr 29/30: The 14 Hour Technicolor Dream at the Alexandra Palace)
- May 5: Soft Machine; Arthur Brown
- May 12: Graham Bond Organisation; Procol Harum
- May 19: Tomorrow; Arthur Brown; The People Show
- May 26: The Move
- Jun 2: Pink Floyd
- Jun 9: Procol Harum; The Smoke
- Jun 10: Pink Floyd
- Jun 16: Crazy World of Arthur Brown; Soft Machine; The People Blues Band 4.30am
- Jun 23: Liverpool Love Festival; The Trip
- Jun 30: Tomorrow; The Knack; Dead Sea Fruit
- Jul 7: Denny Laine; Pretty Things
- Jul 14: Arthur Brown; Alexis Korner; Victor Brox
- Jul 21: Tomorrow; Bonzo Dog Doo Dah Band
- Jul 28: Pink Floyd; CIA v UFO; Fairport Convention
- Aug 4: Eric Burdon; Family
- Aug 11: Tomorrow
- Aug 18: Arthur Brown; Incredible String Band
- Sep 1/2: UFO Festival: Pink Floyd; Soft Machine; The Move; Arthur Brown; Tomorrow; Denny Laine
- Sep 8: Eric Burdon & The New Animals; Aynsley Dunbar
- Sep 15: Soft Machine; Family
- Sep 22: Dantalian's Chariot w Zoot Money & His Light Show; The Social Deviants; The Exploding Galaxy
- Sep 29: Jeff Beck; Ten Years After; Mark Boyle's New Sensual Laboratory; Contessa Veronica